# ۳دی‌او
۳دی‌او (به انگلیسی: ۳DO Interactive Multiplayer) که به اختصار ۳DO نیز نامیده می‌شود، نام یک کنسول بازی ویدئویی از نسل پنجم است که توسط شرکت ۳دی‌او طراحی و ایده پردازی شد. این شرکت که به وسیله کارآفرین و مؤسس الکترونیک آرتس (تریپ هاوکینز) پایه‌ریزی شده بود ایده ساخت کنسول را عرضه کرد ولی به تنهایی اقدام به ساخت و عرضه آن ننمود. ایده اصلی این کنسول با استفاده از یک سری مشخصه‌های اصلی دو تن از شرکت New Technologies Group به نام‌های «دِیو نیدل» و «رابرت جِی میکال» ارائه شد و اجازه طراحی کنسول بر پایه مشخصه‌های مورد نظر را به شرکت‌های دیگر نیز می‌داد. نخستین مدل در سال ۱۹۹۳ توسط شرکت پاناسونیک معرفی گردید و در سال ۱۹۹۴، دو شرکت سانیو و گلدستار (در حال حاضر با نام شرکت ال‌جی شناخته می‌شود) ویرایش دیگری از سخت‌افزارهای این کنسول را ارائه کردند.
۳دی‌او با وجود آن‌که دچار یک ارتقاء محسوس در زمینه طراحی و عرضه خود شده بود (از جمله آن‌که در مجله تایم به عنوان محصول سال ۱۹۹۳ نام برده شده بود) اما قیمت بالای آن (۶۹۹٫۹۵ دلار) مانع از آن شد که به موفقیت‌های بالای به دست آمده توسط رقیبانش، نینتندو و سگا دست یابد؛ و در نهایت سه سال بعد از تولید در سال ۱۹۹۶ میلادی تولید این کنسول قطع گردید.
این سامانه بازی ویدئویی در ۴ اکتبر ۱۹۹۳ در آمریکای شمالی و در ۲۰ مارس ۱۹۹۴ در ژاپن وارد بازار شد.
وبگاه آی‌جی‌ان این کنسول را در میان ۲۵ کنسول مورد اشاره خود، در رده ۲۲ برترین کنسول‌های بازی رایانه‌ای در تمام دوران‌ها قرار داد.